# Rewolucyjna Liga Komunistyczna (Francja)

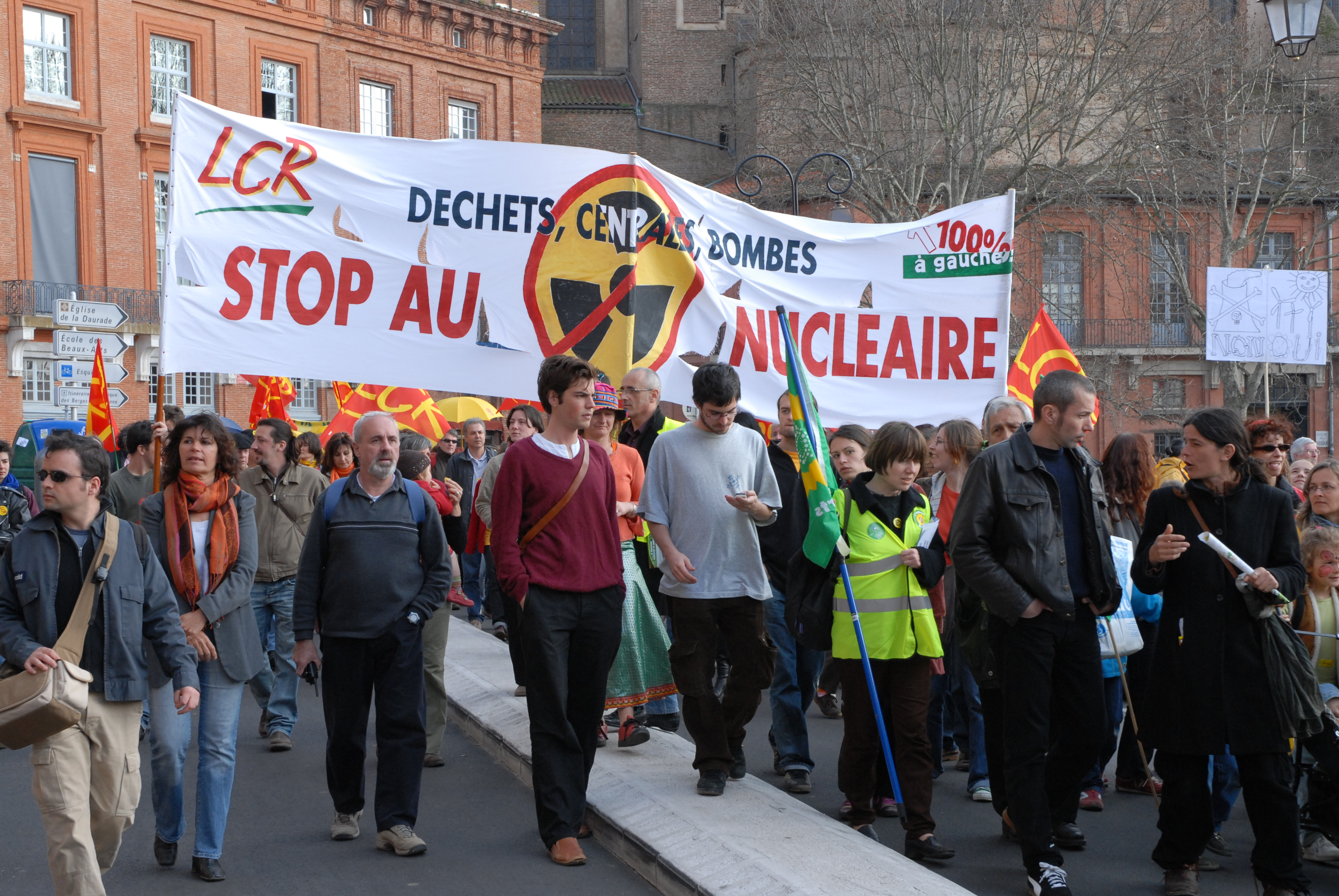
Działacze RLK uczestniczący w manifestacji

Rewolucyjna Liga Komunistyczna, fr. Ligue communiste révolutionnaire (LCR) – francuska partia polityczna o tradycjach trockistowskich i antystalinowskich, sekcja IV Międzynarodówki. Najbardziej znanym rzecznikiem partii, dzięki któremu stała się popularna na forum publicznym po wydarzeniach związanych z majem 1968 we Francji, był Alain Krivine. W 2002 roku, miejsce to zajął Olivier Besancenot, kandydat partii w wyborach prezydenckich w 2002 (4.25%) i w 2007 roku (4.08%).
Partia rozwiązała się 5 lutego 2009. Jej miejsce przejęła Nowa Partia Antykapitalistyczna.